# Кіпіно (Ленінградська область)
Кіпіно (рос. Кипино) — присілок у Лузькому районі Ленінградської області Російської Федерації.
Населення становить 12 осіб. Належить до муніципального утворення Ям-Тьосовське сільське поселення.

## Історія
Згідно із законом від 28 вересня 2004 року № 65-оз належить до муніципального утворення Ям-Тьосовське сільське поселення.

## Населення
| 1879 | 1909 | 1928 | 1965 | 1997 | 2007 | 2010 |
| ---- | ---- | ---- | ---- | ---- | ---- | ---- |
| 211  | ↗241 | ↘213 | ↘66  | ↘14  | ↘7   | ↗12  |
| 2013 |      |      |      |      |      |      |
| →12  |      |      |      |      |      |      |